# Heroes & Friends
Heroes & Friends è il sesto album in studio del cantante statunitense Randy Travis, pubblicato nel 1990.

## Tracce
1. Heroes and Friends – 2:09
2. Do I Ever Cross Your Mind (con Dolly Parton) – 2:46
3. The Birth of the Blues (con Willie Nelson) – 2:38
4. All Night Long (con Merle Haggard) – 3:04
5. The Human Race (con Vern Gosdin) – 2:27
6. Shopping for Dresses (con Loretta Lynn) – 3:00
7. Waiting On the Light to Change (con B.B. King) – 2:44
8. A Few Ole Country Boys (con George Jones) – 3:37
9. Walk Our Own Road (con Kris Kristofferson) – 2:44
10. We're Strangers Again (con Tammy Wynette) – 2:45
11. Smokin' the Hive (con Clint Eastwood) – 2:23
12. Come See About Me (con Conway Twitty) – 2:46
13. Happy Trails (con Roy Rogers) – 2:13
14. Heroes and Friends (Reprise) – 1:56